# بالتیش لندس وهر
بالتیش لندس وهر یا «ارتش سرزمین بالتیک» اتحادی بود که با این نام متشکل بود از نیروی نظامی از سرزمین کورلند و اشراف لیوونی که از ۷ دسامبر ۱۹۱۸ تا ۳ ژوئیه ۱۹۱۹ وجود داشت.

## ساختار فرماندهی

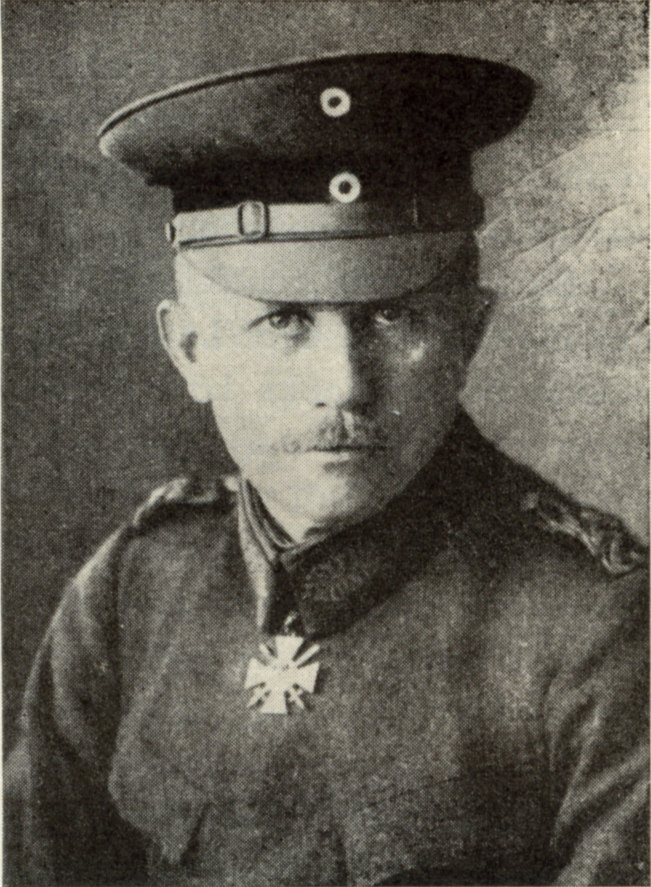
سرگرد-ژنرال، رودیگر فون دِر گولتز

این ارتش تحت فرمان سپاه هفتم آلمان بود که به فرماندهی رودیگر فون دِر گولتز رهبری می‌شد، موقعیتی که وی در اول فوریه ۱۹۱۹ به دست آورد. فرماندهی این ارتش در طی عملیات برعهده سرگرد آلفرد فلتشر و هارولد الکساندر بود.

### فرماندهان
- سرگرد امیل فون شایبلر (۷ دسامبر ۱۹۱۸–۶ فوریه ۱۹۱۹)
- سرگرد آلفرد فلتشر (۶ فوریه ۱۹۱۹–۳ ژوئیه ۱۹۱۹)
- ستوان-سرهنگ هارولد الکساندر (بریتانیا؛ ژوئیه ۱۹۱۹)[۱]